# Rezerwat przyrody Rogalec
Rezerwat przyrody Rogalec – leśny rezerwat przyrody położony w gminie Pilawa, około 1,5 km na południowy wschód od stacji kolejowej w Pilawie (województwo mazowieckie).
Został powołany Zarządzeniem Ministra Leśnictwa i Przemysłu Drzewnego z dnia 4 lipca 1984 r. (M.P. z 1984 r. nr 17, poz. 125) na powierzchni 33,19 ha.
Jest to rezerwat leśny. Utworzono go w celu ochrony drzewostanów na siedliskach olsów i łęgów, rzadko występujących na granicy Podlasia i Mazowsza.

## Walory przyrodnicze
Największą powierzchnię zajmują: las mieszany świeży (23,2%), las wilgotny (22,6%) oraz bór mieszany wilgotny (15,7%), a gatunkami panującymi są olcha (70,4%) i sosna (25,4%).
Rezerwat zajmuje niewielką, płaską nieckę terenową, ograniczoną z jednej strony wydmą, a z drugiej skarpą nasypu kolejowego. Dominującym zespołem roślinnym jest ols porzeczkowy (Ribo nigri–Alnetum) oraz łęg jesionowo-olszowy (Circaeo-Alnetum).
W bogatym runie występują m.in.: ostrożeń błotny (Cirsium palustre), ostrożeń warzywny (Cirsium oleraceum), nerecznica krótkoostna (Dryopteris carthusiana), wietlica samicza (Athyrium filix–femina), nerecznica błotna (Thelipteris palustris), zawilec gajowy i żółty (Anemone nemorosa i A. ranunculoides), ziarnopłon wiosenny, złoć żółta, śledziennica okrągłolistna.
Z gatunków objętych ochroną ścisłą występują tu: wawrzynek wilczełyko (Daphne mezerum) i bluszcz pospolity (Hedera helix). Z gatunków objętych ochroną częściową występują: porzeczka czarna (Ribes nigrum), kopytnik pospolity (Asarum europaeum), kruszyna pospolita (Frangula alnus) i konwalia majowa (Convallaria majalis).
Tereny rezerwatu są ostoją dla ptactwa błotnego zalatującego z sąsiednich bagien.